# USS Bougainville (LHA-8)
USS Bougainville (LHA-8) je budoucí vrtulníková výsadková loď Námořnictva Spojených států amerických. Bude se jednat o třetí jednotku třídy America.

## Design a stavba
Konstrukce Bougainville vychází z designu vrtulníkové výsadkové lodi USS Makin Island (LHD-8), která je poslední jednotkou třídy Wasp. Lodě třídy America jsou větší než lodě třídy Wasp, což z nich dělá největší vrtulníkové výsadkové lodě na světě. Bougainville bude moct nést pouze bojové letouny STOVL (F-35, AV-8B).

## Letadla a vrtulníky
Obvyklé složení letounů je deset palubních víceúčelových stíhacích letounů F-35B Lightning II, dvanáct konvertoplánů MV-22 Osprey, osm bitevních vrtulníků Bell AH-1Z Viper, čtyři transportní vrtulníky Sikorsky CH-53 Sea Stallion a čtyři vrtulníky Sikorsky SH-60 Seahawk.